# Trstěnice, Svitavy
Trstěnice là một làng thuộc huyện Svitavy, vùng Pardubický, Cộng hòa Séc.